# Ribnica na Pohorju
Ribnica na Pohorju je gručasto naselje v osrednjem delu Pohorja. Je središče občine Ribnica na Pohorju in sedež Župnije Ribnica na Pohorju.
Naselje leži na prevalu  med dolinama potokov Velke in Vuhreščice ter njunih pritokov. V srednjem veku je skozi kraj vodila tovorna pot iz Dravske v Mislinjsko dolino.

## Zgodovina
Staro jedro kraja, nad katerim je soseska novih hiš, se je razvilo okoli župnijske cerkve sv. Jerneja. Kraj se v starih listinah prvič omenja leta 1266 kot Reyvinich v posesti Benediktinskega samostana svetega Pavla v Labotski dolini. Ribnica je 1372 postala sedež samostojne župnije. V preteklosti so se prebivalci ukvarjali z gozdarstvom, žganjem apna, mlinarstvom in živinorejo. Še prav posebej je bil kraj znan po steklu, ki so ga iz tamkajšnih glažut prodajali celo v Italijo. Ta dejavnost je na prehodu iz 19. v 20. stoletje propadla. V 18. in 19. stoletju so se izboljšale prometne zveze. Pošta je pričela delovati 1871.

## Sakralni objekti
Župnijska cerkev sv. Jerneja se v starih listinah prvič omenja 1356, verjetno pa je bila postavljena že v 13. stoletju. Sedanja zgradba je iz 1746. Podružnična cerkev sv. Lenarta, ki stoji v spodnjem delu naselja je prvič omenjena 1526, vendar je starejša, saj je prezbiterij iz srede 15. st. Po požaru 1750 so cerkev obnovili in ji prizidali zvonik ter dopolnili opremo.
Med obema cerkvama je 14 kapelic »križevega pota« postavljenih 1774. Prvotno so bile stene kapelic poslikane, v 19. stoletju pa so jih opremili s podobami naslikanimi na pločevini.

## NOB
V kraju so konec maja 1941 ustanovili »krajevni odbor OF«. 11. avgusta istega leta je »Pohorska partizanska četa« napadla orožnike. V noči na 23. avgust 1944 sta dva bataljona Tomšičeve brigade napadla in zavzela močno utrjeno sovražnikovo postojanko in pri tem sovražniku zadajala močne izgube in zavzala precej orožja. Ribnica je bila v času od 23. avgusta do 2. novembra 1944 del »pohorskega svobodnega ozemlja«.